# Лугии

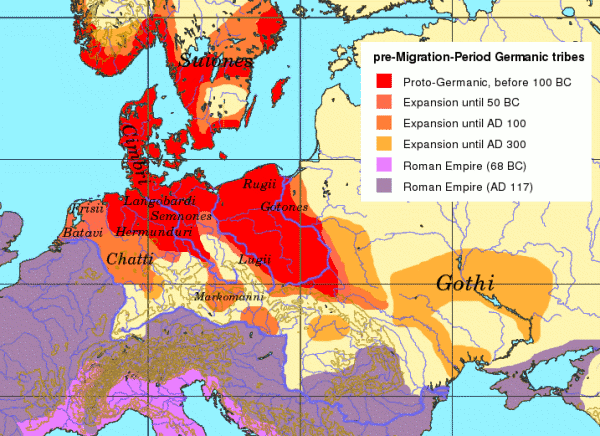
Германские племена с 100 г. до н.э. по 400 г. н. э.

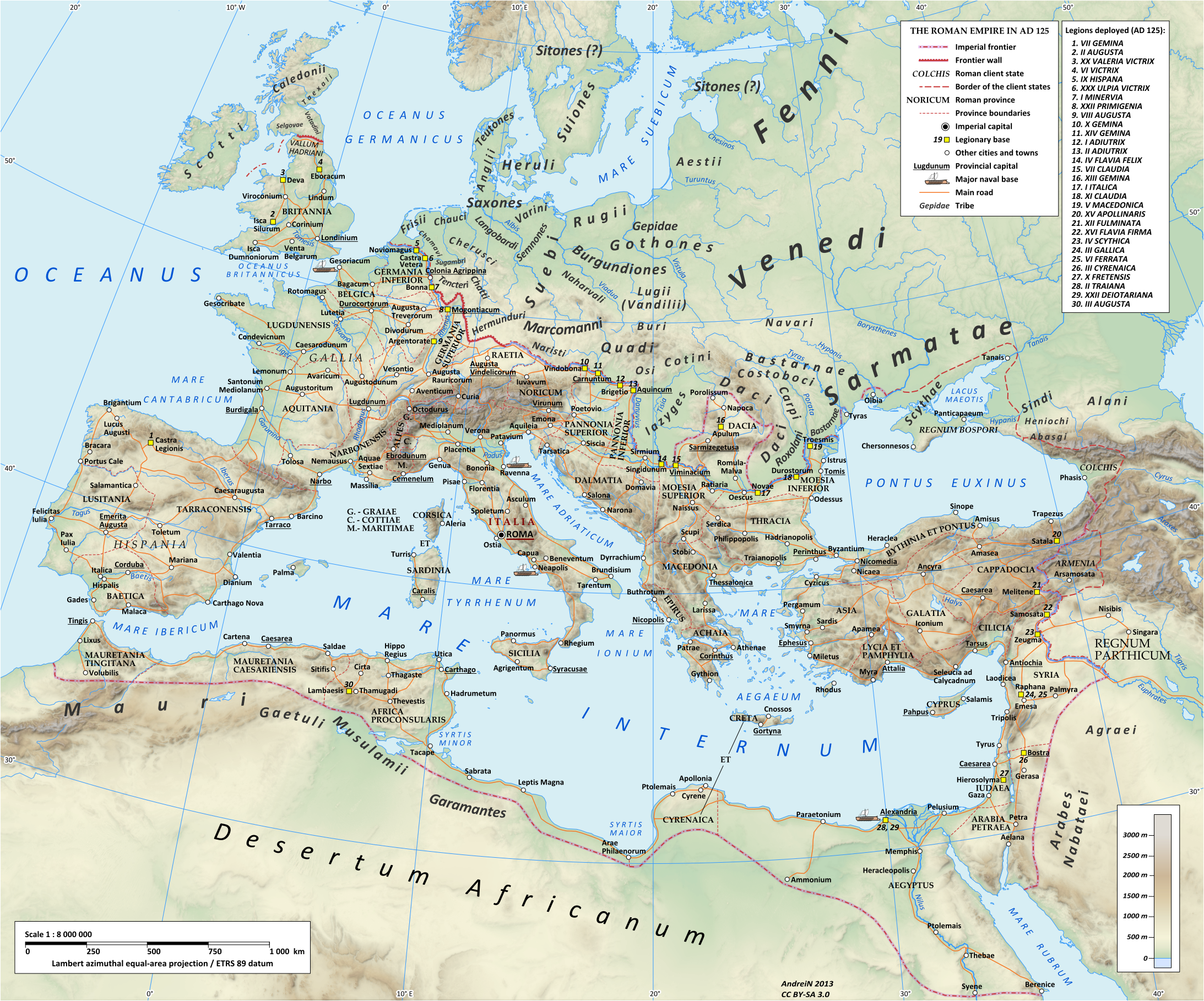
Римская империя времён императора Адриана (117—138 г. н. э.). Лугии (Вандалии) размещены между Одрой и Вислой.

Археологические культуры III в. н. э.
Пшеворская культура
Надлабский культурный круг
Вельбарская культура
Западнобалтская культура
Зарубинецкая культура
Черняховская культура
Киевская археологическая культура
Римская империя

Лугии (ассоциируемые с вандалами) на карте Европы I века (темно-зеленые)

Лугии (также лигийцы, луйи) — крупное племенное объединение, упоминаемое римскими авторами между 100 г. до н. э. и 300 г. н. э. в Центральной Европе — к северу от Судет в бассейне Одры и Вислы.
Большинство археологов ассоциируют лугиев с носителями Пшеворской культуры. Ряд современных историков соотносит их с вандалами. Однозначной информации об их этническом происхождении нет.

## История
Вместе с гермундурами помогали квадам изгнать данного им римлянами в цари Ванния.
При императоре Домициане в 84 году лугии подчинили себе квадов.
К III веку н. э. лугии теряются среди общих переселений и сливаются с готами.

## Участники союза
Племя лугиев представляло собой союз нескольких более мелких племен и родов. Каждое из таких племен имело свой центр. Тацит называл общины лугиев — civitates, понимая под этим термином гражданский характер общества лугиев: их управление, культовую жизнь, образ жизни, территорию.
Из племён, которые принадлежали к объединению лугиев, Тацитом названо пять:
- гарии;
- гельвеконы;
- манимы;
- гелизии;
- наганарвалы.

Клавдием Птолемеем названо три племени лугиев:
- оманы (Ὀμανοὶ);
- дидуны (Διδοῦνοι);
- буры (Βοῦροι).

## Версии о происхождении

### Версия о германском происхождении
Согласно одной из версий, лугии были германоязычным племенем.

### Версия о кельтском происхождении
По другой версии, это было кельтское племя, и возможно, что этноним «лугии» обозначал «светлых людей» или же образован от имени кельтского бога Луга.

### Версия о славянском происхождении
Третья версия предполагает, что Лугии — романизированное название лужичан, одного из племён полабских славян. О славянском происхождении лугиев могут свидетельствовать славянские слова «луг», или «łęg» (польск. лесное болото; место у берега), хороним Лужица, вторая часть польского гидронима Эльблонг (тогда как первая — эльб — связывается с «гельвиконами», тоже имеющими прямое отношение к лугиям). Выстраиваются параллели и в сравнении с этимологией Силезии — «ślęgi», а также возможной этимологией славян *"slav-" — «течь, мокрый» — и сербскохорватским «slaviti» — «разбавлять вино водою».
На сегодняшний день большинство ученых, основываясь на данных археологии, считают, что лугии были составной частью конфедерации племен различного этнического происхождения.

## В художественной литературе
Племя лигийцев фигурирует в историческом романе польского писателя-классика Генрика Сенкевича «Камо грядеши» (1896), посвященном преследованиям первых христиан при римском императоре Нероне, как завоеванное, но не вполне покоренное римлянами. К нему принадлежит главная героиня произведения Лигия — увезенная в Рим в качестве заложницы дочь одного из вождей, а также её верный телохранитель — великан Урс.